# Cherryville (Caroline du Nord)
Pour les articles homonymes, voir Cherryville.
Cherryville est une petite ville située au nord-est du comté de Gaston, en Caroline du Nord, aux États-Unis. La population était de 5 760 habitants au recensement de 2010. Cherryville est située à approximativement 48 km à l'ouest de Charlotte et à 21 km au nord-ouest de Gastonia.

## Géographie
Cherryville est située dans Cherryville Township aux coordonnées 35° 22′ 52″ N, 81° 22′ 45″ O (35.381169, -81.379168) et à une altitude de 307 m. Selon le Bureau du recensement des États-Unis, la ville a une superficie totale de 14,25 km2, dont 14,22 km2 de terres et 0,03 km2, ou 0.21%, d'eau.

## Démographie
| 1900  | 1910  | 1920  | 1930  | 1940  | 1950  |
| ----- | ----- | ----- | ----- | ----- | ----- |
| 1 008 | 1 153 | 1 884 | 2 756 | 3 225 | 3 492 |

| 1960  | 1970  | 1980  | 1990  | 2000  | 2010  |
| ----- | ----- | ----- | ----- | ----- | ----- |
| 3 607 | 5 258 | 4 844 | 4 756 | 5 361 | 5 760 |